# Gare de Hayashino
La gare de Hayashino (林野駅, Hayashino-eki) est une gare ferroviaire japonaise de la ligne Kishin, située dans la ville de Mimasaka, dans la préfecture d'Okayama. 
C'est une gare de la compagnie JR West.

## Service des voyageurs

### Desserte
La gare de  Hayashino est une gare disposant d'un quai et d'une voie

| N° de voie | Ligne    | Direction   |
| ---------- | -------- | ----------- |
| 1          | ▆ Kishin | Tsuyama     |
| 1          | ▆ Kishin | Sayo/Himeji |

| JR West          |              |              |              |                 |
| Direction Himeji | Ligne Kishin | Ligne Kishin | Ligne Kishin | Direction Niimi |
| Narahara         |              | -            |              | Katsumada       |